# Decrepit Birth
Decrepit Birth est un groupe britannique de death metal technique, originaire de Santa Cruz, en Californie. Ils comptent deux albums studio chez Unique Leader Records et deux chez Nuclear Blast, ainsi qu'une démo indépendamment. Tous leurs albums studio sont illustrés par l'artiste Dan Seagrave.

## Histoire
En octobre 2021, il est annoncé que le chanteur Bill Robinson prenait un « hiatus prolongé » avec le groupe et était remplacé par Mac Smith, qui tournerait avec le groupe dans un avenir prévisible. Cependant, en mars 2022, le groupe annonce une prochaine tournée en juillet et le retour de Bill Robinson au chant.

## Discographie
- 2003 : ...And Time Begins[1]
- 2009 : Diminishing Between Worlds[1]
- 2010 : Polarity
- 2017 : Axis Mundi